# BK VEF Ryga
BK VEF Ryga – profesjonalny męski zespół koszykarski z siedzibą w Rydze, powstały w 1958 roku. W 1992 sekcja została zamknięta, po czym wznowiono jej działalność w 2007.

## Historia

### Wczesne lata
Nazwa zespołu VEF pochodzi od firmy radiowej VEF, która stworzyła klub w 1958. Pierwszym trenerem zespołu został Alfrēds Krauklis, a w pierwszym składzie znajdowali się zawodnicy tacy, jak: Cezars Ozers, Oļģerts Jurgensons, Bruno Drake, Juris Kalnins, Edmunds Dobelis, Juris Merksons, Visvaldis Eglitis i inni. Drużyna rozpoczęła rywalizację w lidze ZSRR. Łotwa była wtedy częścią Związku Socjalistycznych Republik Radzieckich. Zespół rywalizował wtedy z ASK Ryga, drużyną, która była jedną z najlepszych w Europie, zdobywając Puchar Europy Mistrzów Krajowych w latach 1958–1960, z zawodnikami jak: Jānis Krūmiņš, Maigonis Valdmanis oraz trener Aleksander Gomelski. Osiągnięcia VEF ustępowały tym ASK. Drużyna sięgnęła trzykrotnie po mistrzostwo ZSRR, na arenie europejskiej nie odniosła większych sukcesów. Zawodnik VEF – Cezars Ozers został reprezentantem ZSRR i wystąpi na igrzyskach olimpijskich w 1960 roku.
VEF potwierdzał swój status w lidze ZSRR, jako jedna z czołowych drużyn, trudnych do pokonania. W latach 60. XX w. zdobył dwa medale mistrzostw ZSRR, kiedy w składzie pojawili się tacy zawodnicy jak: Merksons, Kalnins, Jurgensons Ozers, Eglitis czy Drake. Największym zmocnieniem zspołu w tamtym okresie został Krūmiņš, który zdecydował się zakończyć swoją, pełną sukcesów, karierę w VEF, dołączając do klubu w 1964. Olgerts Altbergs zastąpił na syanowisku trenera Krauklisa, doprowadzając VEF do czwartego miejsca w 1965. Kalnins zdobył srebrny medal olimpijski z reprezentacją ZSRR w 1964, stając się tym samym, drugim zawodnikiem w historii kubu, który tego dokonał. Rok później zespół zaprezentował się jeszcze lepiej, zdobywając brązowy medal mistrzostw ZSRR. W 1969 zespół spadł do II ligi, do najwyższej klasy rozgrywkowej powrócił w 1977 pod przewodnictwem Valdisa Valtersa.
Valters był rozgrywającym kadry ZSRR, który zdobył mistrzostwo świata w 1982 oraz Europy w 1981 i 1985. W 1987 został wicemistrzem Europy, a w 1983 przypadł mu w udziale brąz. W 1981 zdobył tytuł MVP mistrzostw Europy. Kadrę opuścił, kiedy do zespołu trafił Sarunas Marciulionis. Zawodnikiem VEF pozostał natomiast do 1990.
W latach 80. Valters dostał pomoc w osobach młodych zawodników takich jak: Igors Miglinieks, Gundars Vētra, Raimonds Miglinieks, Kārlis Muižnieks czy Ainārs Bagatskis. W 1985 zespół zajął piąte miejsce w lidze ZSRR, a w 1987 i 1988 – szóste. Vētra i Miglinieks poprowadzili VEF brązowego medalu w 1991. W tym właśnie sezonie drużyna zadebiutował w rozgrywkach europejskich. VEF pokonał ICED Bukareszt, ale przegrał z greckim Iraklisem, podczas II rundy rozgrywek preeliminacyjnych Pucharu Koracia. Rok później VEF wystąpił w eliminacjach do Pucharu Saporty. Pokonał wtedy niemiecki Braunschweig, następnie uległ dwukrotnie Union Olimpiji Lublana, nie awansując ostatecznie do fazy grupowej. Pomimo dobrego sezonu zespół został rozwiązany w 1992.

### Wznowienie działalności klubu
W 2007 wznowiono działalność klubu z Valdisem Valtersem na stanowisku trenera. Zespół rozpoczął występy w Łotewskiej Lidze Koszykówki oraz II dywizji Ligi Baltyckiej. VEF został stworzony z młodych zawodników i był rozwijany stopniowo. W 2008 i 2009 zdobyło mistrzostwo II dywizji Ligi Bałtyckiej, zyskując prawo do występów w I dywizji, w sezonie 2009/2010. W 2009 zespół wystąpił w kwalifikacjach do FIBA Euro Challenge oraz dołączył do ligi VTB. W 2010, prowadzony przez Alexa Renfroe i Sandisa Valtersa VEF dotarł po raz pierwszy do finałów ligi łotewskiej, gdzie uległ Barons Ryga, 3-4. Trenerem został wtedy Rimas Kurtinaitis, który podpisał ponownie Sandisa Valtersa oraz innych łotewskich zawodników jak: Kristaps Janičenoks, Kaspars Bērziņš i Dairis Bertāns. Podczas sezonu 2010/2011 Kurtinaitis opuścił Rygę, aby dołączyć do Chimek Moskwa, jego stanowisko objął Ramūnas Butautas, który zdobył mistrzostwo Łotwy w 2007 z ASK Ryga. VEF zakończył sezon zasadniczy jak lider Ligi Bałtyckiej (BBL). Następnie w trakcie play-off BBL wyeliminował litewski Lietuvos Rytas Wilno w półfinałąch BBL (79:68). W efekcie tego wydarzenia po raz pierwszy Lietuvos Rytas nie został finalistą ligi. W ścisłym finale VEF uległ innemu litewskiemu zespołowi – Žalgirisowi Kowno, 69:75. W finale ligi otewskiej VEF doszedł do finału, gdzie spotkał się z BK Windawa. Podczas intensywnej siedmiomeczowej serii VEF pokonał Windawę, 4-3, zdobywając mistrzostwo Łotwy.

## Osiągnięcia
- Mistrzostwa Łotwy
  - Mistrzostwo (8): 2011, 2012, 2013, 2015, 2017, 2019, 2020, 2021, 2022
  - Wicemistrzostwo (4): 2010, 2014, 2016, 2018
- Puchar Łotwy: 2022
- Bałtycka Liga Koszykówki
  - Wicemistrzostwo: 2011
  - Brąz: 2012
- Bałtycka Liga Koszykówki II
  - Mistrzostwo (2): 2008, 2009
- Puchar Ligi Bałtyckiej: 2011
- Łotewsko-Estońska Liga Koszykówki
  - Mistrzostwo: 2022
  - Wicemistrzostwo (2): 2019, 2021
- Mistrzostwa ZSRR
  - Brąz (3): 1960, 1966, 1991

## Skład 2021/2022
| Nr | Poz. | Nar.              | Nazwisko i imię    | Data urodzenia | Wzrost | Masa ciała |
| -- | ---- | ----------------- | ------------------ | -------------- | ------ | ---------- |
| 0  | F    | Stany Zjednoczone | Hammonds, Rayshaun | 1998-11-10     | 201 cm | 107 kg     |
| 2  | G    | Stany Zjednoczone | Curry, Ron         | 1993-07-12     | 191 cm | 86 kg      |
| 4  | G    | Łotwa             | Zoriks, Kristers   | 1998-05-25     | 193 cm | 86 kg      |
| 5  | PG   | Stany Zjednoczone | Riley, Jalen       | 1993-03-06     | 185 cm | 79 kg      |
| 7  | PG   | Łotwa             | Krūmiņš, Emīls     | 2001-10-10     | 185 cm | 84 kg      |
| 8  | PF   | Łotwa             | Miška, Anrijs      | 2000-01-14     | 208 cm | 95 kg      |
| 10 | C    | Łotwa             | Butirins, Raivo    | 2003-12-19     | 206 cm | 90 kg      |
| 11 | C    | Łotwa             | Gromovs, Iļja      | 1994-08-04     | 210 cm | 105 kg     |
| 13 | PF   | Łotwa             | Gulbis, Māris      | 1985-10-04     | 201 cm | 100 kg     |
| 15 | SG   | Łotwa             | Ate, Artis         | 1989-07-29     | 193 cm | 88 kg      |
| 17 | C    | Łotwa             | Pinnis, Pēteris    | 2004-08-17     | 213 cm | 95 kg      |
| 24 | C    | Finlandia         | Madsen, Alexander  | 1995-01-26     | 208 cm | 104 kg     |
| 45 | PG   | Ukraina           | Zotow, Witalij     | 1997-03-03     | 188 cm | 85 kg      |

Trener:  Jānis Gailītis
 Asystenci: Jevgēnijs Kosuškins, Dāvis Čoders

## Galeria Sław FIBA
| Członkowie Galerii Sław FIBA z VEF Ryga | Członkowie Galerii Sław FIBA z VEF Ryga | Członkowie Galerii Sław FIBA z VEF Ryga | Członkowie Galerii Sław FIBA z VEF Ryga | Członkowie Galerii Sław FIBA z VEF Ryga | Członkowie Galerii Sław FIBA z VEF Ryga |
| Zawodnicy                               | Zawodnicy                               | Zawodnicy                               | Zawodnicy                               | Zawodnicy                               | Zawodnicy                               |
| Nr                                      | Nar.                                    | Nazwisko                                | Pozycja                                 | Lata gry                                | Rok wyboru                              |
| --------------------------------------- | --------------------------------------- | --------------------------------------- | --------------------------------------- | --------------------------------------- | --------------------------------------- |
| 10                                      | Łotwa                                   | Valdis Valters                          | obrońca                                 | 1976–1989                               | 2015                                    |

## Zawodnicy

### Obcokrajowcy
- Andrew Andrews (2018/2019)
- Kyle Allman (2020/2021)
- Glenn Cosey (2019)
- Josh Bostic (2016)
- Dee Brown (2013/2014)
- Da'Sean Butler (2011)
- Tyler Cain (2010–2012)
- Paul Carter (2018)
- Justin Cobbs (2014)
- Vincent Council (2018)
- Ron Curry (2019, od 2021)
- Will Daniels (2012–2013)
- Kevin Dillard (2014)
- Abdul Gaddy (2016–2017)
- Josh Harrellson (2015–2016)
- Justin Hamilton (2013)
- C.J. Harris (2015)
- Baden Jaxen (2018–2019)
- Speedy Smith (2015)
- Trevon Hughes (2011)
- Michale Kyser (2020–2021)
- Robert Lowery (2014–2015)
- Austin Luke (2018)
- Quinn McDowell (2015–2016)
- Lester Medford (2019–2020)
- Anthony Miles (2016)
- Curtis Millage (2011–2012)
- Keaton Nankivil (2015–2016)
- Derrick Nix (2013–2014)
- Marque Perry (2011–2012)
- Alex Renfroe (2009–2010)
- Antywane Robinson (2013–2014)
- Gerald Robinson (2014–2015)
- LaQuinton Ross (2019)
- E.J. Rowland (2012–2013)
- Patrick Sanders (2010)
- Courtney Sims (2011–2012)
- Stephen Zack (2018–2019)
- Devondrick Walker (2021–2022)
- Xavier Thames (2019–2020)
- Kristijan Krajina (2019–2020)
- Arciom Parachouski (2010–2011)
- Kenan Bajramović (2013–2014)
- Siim-Sander Vene (2012)
- Antanas Kavaliauskas (2011–2013)
- Arnas Labuckas (2009–2010)
- Martynas Mažeika (2009–2010)
- Donatas Zavackas (2012–2013)
- Tomas Delininkaitis (2013)
- Bojan Bakić (2011)
- Gani Lawal
- Nemanja Bezbradica (2016)
- Jewgienij Kolesnikow (2007–2009)
- Bamba Fall (2014–2015)
- Ludvig Håkanson (2015–2016)
- Francisco Cruz (2015–2016)
- Alex Perez (2017–2018)
- Guille Rubio (2015–2016)
- Kris Richard (2016–2017)
- Isaiah Piñeiro (2020–2021)

## Trenerzy
| Nar.      | Nazwisko           | Lata pracy           |
| --------- | ------------------ | -------------------- |
| Łotwa     | Alfrēds Krauklis   | 1958–1969            |
| Łotwa     | Alvils Gulbis      | 1969–1974            |
| Łotwa     | Armands Krauliņš   | 1974–1981            |
| Łotwa     | Maigonis Valdmanis | 1981–1988, 1990–1992 |
| Łotwa     | Valdis Valters     | 2007–2010            |
| Łotwa     | Nikolajs Mazurs    | 2010                 |
| Litwa     | Rimas Kurtinaitis  | 2010–2011            |
| Litwa     | Ramūnas Butautas   | 2011–2014            |
| Łotwa     | Nikolajs Mazurs    | 2014/2015            |
| Hiszpania | Carlos Frade       | 2015                 |
| Łotwa     | Jānis Gailītis     | od 2015              |